# Честмир (Крачмар)
Епископ Честми́р Кра́чмар (чеш. Biskup Čestmír Kráčmar; 31 октября 1894, Подмоклы, Богемия — 27 декабря 1971, Прага) — епископ Чехословацкой православной церкви, епископ Оломоуцкий и Брненский.

## Биография
Родился 31 октября 1894 года в Подмоклы близ города Дечина и был вторым ребёнком в семье Якуба Крачмара и Барборы, урождённой Котыковой. Был очень набожным.
В 1912 году окончил Чехословацкую коммерческую академию (чеш. Českoslovanská obchodní akademie), а затем Высшую экономическую школу. Окончил юридический факультет Карлова университета в Праге. Изучал богословие на Гуситском богословском факультете в Праге. Кроме того, посещал лекции на философском факультете.
Всю жизнь, за исключением короткого времени своего епископства, работал в банке, сперва клерком, а затем председателем совета директоров Земского банка в Праге (vrchní ředitelský rada Zemské banky v Praze). Кроме того, работал в коммерческой школе, а затем в качестве законоучителя. Был женат, имел двоих сыновей и дочь, которая рано умерла.
С образованием Чехословацкой гуситской церкви перешёл в неё. Во время раскола в Чехословацкой гуситской церкви между сторонниками протестантизма и православия выбрал последнее, примкнув к епископу Горазду (Павлику).
17 апреля 1927 года епископом Моравско-Силезским Гораздом (Павликом) был рукоположён в сан диакона, а на следующий день — в сан священника. Работал председателем церковного отдела епархиального совета. Пастырское служение совершал в основном в Йозефове и Яромерже. Опубликовал перевод литургии Иоанна Златоуста и литургии Василия Великого со старославянского и латыни на чешский язык.
Был музыкально одарённым и иногда выступал на концертах как сольный скрипач. Поддерживал контакты с ведущими чешскими исполнителями. Его жена и сыновья также были музыкально одарены, и соседи Крачмаров вспоминали о красивом пении молебнов в его домовой церкви.
В 1935 году переехал с семьёй из Праги в усадьбу в Лисе-над-Лабем.
В июне 1942 года арестован гестапо и помещён в тюрьму, его старший сын Радим служил лётчиком на Западе. После освобождения присоединился к сопротивлению в группе «Чешский курьер», связанной с организацией «В бой».
После освобождения Чехии в мае 1945 года Чешская православная церковь, запрещённая немцами в 1942 году, возобновила своё служение. Сербской православной церковью, в которую на тот момент входили православные приходы в Чехии, Крачмар был возведён в сан протоиерея и назначен администратором Чешской епархии.
16 октября 1945 года вместе со священниками Ростиславом Хофманом и Иржи Новаком провёл переговоры с прибывшим в Прагу днём ранее архиепископом Фотием (Топиро). Главным вопросом обсуждения стала проблема юрисдикции Чешской епархии.
10 января 1946 года прибыл в Москву во главе делегации Чешской православной церкви (в составе ещё двух священников и трёх мирян) и просил патриарха Алексия I о принятии Чешской епархии в юрисдикцию Московского патриархата. В речи перед патриархом, произнесённой на церковнославянском языке, протоиерей Честмир Крачмар рассказал об истории Чешской православной церкви. В конце речи высказывалась просьба «прияти Чешскую православную епархию под высокую руку Патриарха Московского и всея Руси».
В марте 1946 года Архиерейский собор Сербской православной церкви дал согласие, чтобы Московская патриархия направила в Прагу епископа для временного возглавления Чешской епархии. В апреле Священный синод Русской православной церкви учредил Экзархат Московской патриархии в Чехословакии и назначил на должность экзарха архиепископа Елевферия (Воронцова) с титулом Пражского и Чешского
В мае того же года протоиерей Честмир приветствовал прибывшего в Прагу новопоставленного, «восторженно и единодушно избранного» экзарха Елевферия.
14 ноября 1948 года была основана духовная семинария в Карловых Варах. Протоиерей Честмир стал её ректором. В следующем году она была переведена в Прагу.
25 апреля 1949 года выступил с речью на Всемирном конгрессе сторонников мира в Праге.
7 декабря 1949 года была образована Оломоуцкая епархия. На момент образования епархии на её территории находилось 15 общин, которые окормлялись 14 священниками. 3 января 1950 года на внеочередном епархиальном собрании новой епархии протопресвитер Честмир Крачмар был избран её епископом.
23 января того же года патриарх Алексий I и Священный синод Русской православной церкви утвердили доклад экзарха Московской патриархии в Чехословакии митрополита Елевферия об избрании Оломоуцким епархиальным собранием протоиерея Честмира Крачмара кандидатом на сан епископа Оломоуцко-Брненского. Синод определил по пострижении протоиерея Честмира в монашество совершить его хиротонию в Оломоуце согласно просьбе епархиального собрания. 1 февраля был пострижен в монашество.
3 февраля в зале Экзаршего совета в Праге состоялось наречение избранных во епископы — архимандрита Алексия (Дехтерёва) и архимандрита Честмира (Крачмара). Чин наречения совершали митрополит Крутицкий и Коломенский Николай (Ярушевич), митрополит Пражский и всея Чехословакии Елевферий (Воронцов), архиепископ Берлинский и Германский Сергий (Королёв) и архиепископ Львовский и Тернопольский Макарий (Оксиюк).
5 февраля 1950 года в кафедральном соборе Святого Горазда в Оломоуце был хиротонисан во епископа Оломоуцкого и Брненского. Чин хиротонии совершали митрополит Крутицкий и Коломенский Николай (Ярушевич), митрополит Пражский Елевферий (Воронцов) и архиепископ Львовский и Тернопольский Макарий (Оксиюк). Общее количество верующих Оломоуцко-Брненской епархии в 1950 года оценивалось в 31 тысяч человек.
2 июля 1950 года выступал на Конференции духовенства всех христианских исповеданий Чехословакии по вопросам защиты мира.
Через год после образования Оломоуцко-Брненской епархии в ней действовали уже 24 прихода.
23 ноября 1951 года от лица патриарха Алексия и всего Архиерейского собора Русской православной церкви в Московской патриархии был подписан Акт о даровании автокефалии Чехословацкой православной церкви, в связи с чем епископ Честмир вошёл в состав последней.
6—10 декабря того же года был участником торжеств по случаю избрания и настолования митрополита Елевферия в качестве главы автокефальной Чехословацкой православной церкви. 8 декабря на заседание Экзаршего собрания в кафедральном соборе в честь равноапостольных Кирилла и Мефодия выступил со докладом о кандидате на пост Главы автокефальной Чехословацкой православной церкви, назвав имя митрополита Елевферия, в течение пяти лет трудившегося во главе Православной церкви в Чехословакии в должности экзарха Московской патриархии. После этого митрополит Елевферий был открытым голосованием был избран на пост главы автокефальной Чехословацкой православной церкви.
Управлял епархией в течение трёх с половиной лет. 17 июля 1953 года был уволен и освобождён от других церковных должностей по собственному прошению на покой под предлогом болезни, после чего вернулся к работе в банке. По словам митрополита Елевферия (Воронцова), причины этого шага носили политический характер, сын епископа Честмира состоял в Коммунистической партии Чехословакии и обучался на политических курсах. Государственные власти считали возможной его дальнейшую учебу только при условии отказ епископа Честмира от активного церковного служения.
Скончался 27 декабря 1971 года в Праге. Похоронен на Национальном кладбище в Вышеграде.

## Сочинения
- Речь на приёме у Патриарха Алексия I // Журнал Московской Патриархии. — 1946. — № 1.
- Jednání u J. S. patriarchy v Moskvě // Hlas pravoslaví, 1946. — č. 3. — S. 37—38.
- Речь, произнесенная на торжественном обеде, данном Святейшим Патриархом Московским и всея Руси Алексием 12 июля 1948 г. в гостинице «Метрополь» [по случаю 500-летия автокефалии Русской Православной Церкви] // Журнал Московской Патриархии. 1948. — № 10. — С. 5.
- Речь на Всемирном Конгрессе сторонников мира в Праге 25 апреля 1949 года // Журнал Московской Патриархии. 1949. — № 6. — С. 5-6.
- Panychida za statečné. — Praha: Ústřední církevní nakladatelství, 1989. — 87 s.